# Russische Mineralogische Gesellschaft
Die Russische Mineralogische Gesellschaft (russisch Российское минералогическое общество, wiss. Transliteration Rossijskoe mineralogičeskoe obščestvo) ist eine russische mineralogische wissenschaftliche Vereinigung von Mineralogen mit Sitz in St. Petersburg. Sie wurde 1817 als „St. Petersburger Mineralogische Gesellschaft“ gegründet und ist damit die älteste mineralogische Vereinigung der Welt. 1864 wurde sie in „Kaiserliche St. Petersburger Mineralogische Gesellschaft“ umbenannt und ist seit 1869 in der Staatlichen Bergbau-Universität Sankt Petersburg beheimatet. 1906 musste die Gesellschaft ihre umfangreiche Mineraliensammlung auf Drängen von Wiktor Iwanowitsch Worobjow (russisch Виктор Иванович Воробьёв, 1875–1906) an das Geologisches Museum der Kaiserlichen Akademie der Wissenschaften abgeben. Von 1919 bis 1933 und seit 2004 heißt sie „Russische Mineralogische Gesellschaft“. Die Gesellschaft unterhält in Russland 24 Regionalbüros und ist damit an allen wichtigen mineralogischen Forschungsstandorten vertreten. Die Russische Mineralogische Gesellschaft ist Gründungsmitglied der International Mineralogical Association.

## Historische Namen der Gesellschaft
- 1817: St. Petersburger Mineralogische Gesellschaft
- 1864: Kaiserliche St. Petersburger Mineralogische Gesellschaft
- 1919: Russische Mineralogische Gesellschaft (RMO)
- 1933: All-Union Mineralogische Gesellschaft
- 1993: Mineralogische Gesellschaft der Russischen Akademie der Wissenschaften
- 2004: Russische Mineralogische Gesellschaft

## Präsidenten der Gesellschaft nach Wahljahr
- 1827: Karl Iwanowitsch Milius (russisch Карл Иванович Милиус, 1767–1844)
- 1827: Jakim Grigorjewitsch Sembnizki (russisch Яким Григорьевич Зембницкий, 1784–1851)
- 1842: Stepan Semjonowitsch Kutorga (russisch Степан Семёнович Куторга, 1805–1861)
- 1861: Ernst Reinhold Hofmann (russisch Эрнст Карлович Гофман, 1801–1871)
- 1865: Nikolai Iwanowitsch Kokscharow (russisch Николай Иванович Кокшаров, 1818–1892)
- 1892: Pawel Wladimirowitsch Jeremejew (russisch Павел Владимирович Еремеев, 1830–1899)
- 1899: Alexander Petrowitsch Karpinski (russisch Александр Петрович Карпинский, 1847–1936)
- 1937: Alexander Pawlowitsch Gerassimow (russisch Александр Павлович Герасимов, 1869–1942)
- 1945: Sergei Sergejewitsch Smirnow (russisch Сергей Сергеевич Смирнов, 1895–1947)
- 1947: Alexander Nikolajewitsch Sawarizki (russisch Александр Николаевич Заварицкий, 1884–1952)
- 1952: Wladimir Alexandrowitsch Nikolajew (russisch Владимир Александрович Николаев, ?–?)
- 1960: Anatoli Georgijewitsch Betechtin (russisch Анатолий Георгиевич Бетехтин, 1897–1962)
- 1962: Pawel Michailowitsch Tatarinow (russisch Павел Михайлович Татаринов, 1895–1976)
- 1987: Dmitri Wassiljewitsch Rundquist (russisch Дмитрий Васильевич Рундквист, 1930–2022)
- 2015: Juri Borissowitsch Marin (russisch Юрий Борисович Марин, * 1939)